# Techili
Der Techili (auch: Téchili) ist eine Hochebene im Departement Arlit in Niger.
Die Hochebene erstreckt sich unmittelbar westlich des Hochgebirges Aïr. Sie gehört klimatisch zur Sahara, mit einer durchschnittlichen jährlichen Niederschlagsmenge von unter 200 mm. Der Techili ist nur dünn besiedelt. Zu den wenigen Siedlungen zählen Tchitintagatt in der Gemeinde Dannet und Tikirid Eghass in der Gemeinde Gougaram. In der Hochebene leben Nomaden der Tuareg-Gruppen Kel Tédélé und Ikazkazan Kel Azaraq.
Das Techili-Projekt war eine von 1989 bis 1990 vom nigrischen Office National des Ressources Minières (ONAREM) und von der japanischen Power Reactor and Nuclear Fuel Development Corporation (PNC) durchgeführte Erkundung von Uranlagerstätten in den Sektoren von Madawella und Nord-Arlit.